# Fernando Martínez (beisbolista)
Jesús Fernando Martínez Álvarez (nacido el 10 de octubre de 1988 en Río San Juan) es un jardinero dominicano de Grandes Ligas que ha jugado para varios equipos entre ellos New York Mets y Houston Astros.

## Carrera

### New York Mets
Martínez firmó con los Mets en julio de 2005, cuando tenía 16 años de edad. Batea la izquierda y tira con la mano derecha. El entonces gerente general de los Mets Omar Minaya, conocido por su capacidad para atraer talento latinoamericano a los Mets, sedujo a  Martínez con un bono por firmar de $1.4 millones de dólares. Tras la firma Minaya dijo: "Lo que vimos en [Martínez] fue un joven de 16 años de edad, con poder, una gran habilidad y un gran carácter, por encima de todos".
Martínez jugó el jardín central en las ligas menores desde la temporada 2007 con el equipo Doble-A Binghamton Mets. Fue seleccionado para las los Juegos de Futuras Estrellas de 2007 y 2008.  Martínez es considerado por muchos como un potencial jugador de 5 herramientas en las Grandes Ligas.
La revista Baseball America lo nombró como el prospecto número uno de los Mets, tanto para el año 2007 como para 2008.
Martínez se ha visto como un prospecto en declive en los dos últimos años, debido en gran parte a sus frecuentes visitas a la lista de lesionados. Por ejemplo, Martínez fue calificado como el prospecto número en la organización de los Mets por Scout.com en 2009 y 2010. En 2011, cayó al número cuatro. Del mismo modo, el Scout de ESPN Keith Law calificó a Martínez como el prospecto número 10 en 2008, y luego como el número 16 en 2009, pero más tarde cayó al número 73 en 2010. El estatus de Martínez como prospecto expiró después de 2010.

#### 2009
Después de batear .291 con ocho jonrones y liderar la International League con 25 hits de extrabases en 42 juegos en AAA con Buffalo Bisons, Martínez fue llamado a las Grandes Ligas el 26 de mayo mientras José Reyes y Ryan Church fueron colocados en  la lista de lesionados. Se fue de 3-0 con dos ponches, un fielder's choice, un hit by pitch, y una impulsada. Conectó el primer jonrón de su carrera contra los Cerveceros de Milwaukee el 30 de junio en una derrota de 6-3.

### Houston Astros
El 11 de enero de 2012, Martínez fue reclamado en waivers por los Astros de Houston.